# Philippe Legrand (athlétisme)
Pour les articles homonymes, voir Philippe Legrand et Legrand.
Philippe Legrand (né le 14 janvier 1958 à Paris) est un athlète français, spécialiste des courses de fond.

## Biographie
Il est originaire de Suresnes (Hauts-de-Seine).
En 1975, il reporte le championnat d'Ile-de-France ouest de cross et en 1975 le critérium national des 30 minutes cadets en atteignant la distance de 9 km 155.
Il remporte six titres de champion de France : un sur 5 000 mètres en 1980, quatre sur 10 000 m en 1982, 1983, 1984 et 1987, et un en salle sur 3 000 m, en 1984.

### Palmarès
- 19 sélections en équipe de France A
- 11 sélections en équipe de France Jeunes

- Championnats de France d'athlétisme :
  - Vainqueur du 5 000 m en 1980
  - Vainqueur du 10 000 m en 1982, 1983, 1984 et 1987.
- Championnats de France d'athlétisme en salle :
  - Vainqueur du 3 000 m en 1984.

### Records
| Épreuve  | Performance    | Lieu       | Date |
| -------- | -------------- | ---------- | ---- |
| 5 000 m  | 13 min 35 s 28 | Lausanne   | 1982 |
| 10 000 m | 28 min 26 s 7  | Saint-Maur | 1979 |